# Boulder Cones
Boulder Cones är en kulle i Antarktis. Den ligger i Östantarktis. Nya Zeeland gör anspråk på området. Toppen på Boulder Cones är 69 meter över havet.
Terrängen runt Boulder Cones är platt åt sydost, men österut är den kuperad. Havet är nära Boulder Cones åt nordväst. Trakten är glest befolkad. Närmaste befolkade plats är McMurdo Station, 5,1 kilometer söder om Boulder Cones. 